# 麥克布賴德 (密西西比州)
麥克布賴德（英語：McBride）是位於美國密西西比州傑佛遜縣的非建制地區。

## 歷史
麥克布賴德的郵局於1890年設立，其後於1955年停運。

## 地理
麥克布賴德所處的海拔為高於海平面106米（即348英呎），而該地所採用的時區為UTC-6，即北美中部時區（CST）。同時該地設有夏令時間，為UTC-6調快一小時，即UTC-5（CDT）。